# NGC 5477
NGC 5477 (другие обозначения — UGC 9018, MCG 9-23-34, DDO 186, KUG 1403+546, ZWG 272.25, VV 561, PGC 50262) — галактика в созвездии Большая Медведица.
Этот объект входит в число перечисленных в оригинальной редакции «Нового общего каталога».